# Виборчий округ 210
Виборчий округ 210 — виборчий округ в Чернігівській області. В сучасному вигляді був утворений 28 квітня 2012 постановою ЦВК №82 (до цього моменту існувала інша система виборчих округів). Окружна виборча комісія цього округу розташовується в приміщенні управління праці та соціального захисту населення Прилуцької міської ради за адресою м. Прилуки, вул. Київська, 281-а.
До складу округу входять місто Прилуки, Бобровицький, Козелецький і Прилуцький райони. Округ складається із двох окремих частин, які не межують між собою. Виборчий округ 210 межує з округом 206 на півночі, з округом 208 на північному сході, з округом 209 на сході, з округом 151 на південному сході, з округом 98 на півдні, з округом 97 на південному заході та з округом 96 на заході. Виборчий округ №210 складається з виборчих дільниць під номерами 740047-740066, 740068, 740070-740082, 740084-740088, 740241-740325, 740581-740640, 740949-740979 та 740981.

## Народні депутати від округу
| Ім'я                            | Фото | Партія               | Скликання | Дата набуття повноважень | Дата припинення повноважень |
| ------------------------------- | ---- | -------------------- | --------- | ------------------------ | --------------------------- |
| Рудьковський Микола Миколайович |      | самовисуванець       | 7-ме      | 12 грудня 2012           | 27 листопада 2014           |
| Дмитренко Олег Миколайович      |      | Блок Петра Порошенка | 8-ме      | 27 листопада 2014        | 29 серпня 2019              |
| Приходько Борис Вікторович      |      | самовисуванець       | 9-те      | 29 серпня 2019           |                             |

## Результати виборів

### Парламентські

#### 2019
На парламентських виборах 2019 року виборчий округ №210 відзначився тим, що саме через нього Центральна виборча комісія не встигла вчасно оголосити остаточні результати виборів. Чернігівський окружний адміністративний суд 28 липня визнав протиправним складання окружною виборчою комісією протоколу про підсумки голосування на 210-му окрузі (3 серпня Шостий апеляційний адміністративний суд підтвердив це рішення) та зобов'язав цю комісію провести повторний підрахунок голосів виборців на 33 виборчих дільницях із 216, і цей перерахунок затягнувся на тиждень. Через це ЦВК в останній день строку відведеного законом для оголошення результатів виборів, а саме 5 серпня, не змогла оголосити остаточні результати. Суд ухвалив це рішення за зверненням кандидата у народні депутати Бориса Приходька. За словами адвоката Приходька, суд встановив що мали місце грубі порушення при встановленні підсумків голосування на окрузі, зокрема наявність неврахованих бюлетенів при підрахунку голосів окружною комісією та порушення при транспортуванні та збереженні виборчої документації. 16 серпня був оголошений переможець в одномандатному окрузі №210, яким став Борис Приходько, хоча до того моменту лідирував Сергій Коровченко.

Кандидати-мажоритарники:
- Приходько Борис Вікторович (самовисування)
- Коровченко Сергій Володимирович (самовисування)
- Пахомов Дмитро Анатолійович (Слуга народу)
- Дмитренко Олег Миколайович (самовисування)
- Борсук Роман Петрович (самовисування)
- Лічман Віталій Вікторович (Сила і честь)
- Рожко Артем Миколайович (Аграрна партія України)
- Шинкаренко Олена Михайлівна (Радикальна партія)
- Малик Василь Іванович (Європейська Солідарність)
- Бартош Олександр Петрович (Опозиційна платформа — За життя)
- Приходько Василь Іванович (самовисування)
- Тютюнник Іван Васильович (Свобода)
- Лук'янчук Михайло Юрійович (самовисування)
- Ястремська Марія Миколаївна (Опозиційний блок)
- Коваленко Андрій Анатолійович (Разом сила)
- Гензель Артем Ігорович (Самопоміч)
- Болгак Олег Анатолійович (УДАР)
- Щукін Леонід Миколайович (самовисування)

#### 2014
Кандидати-мажоритарники:
- Дмитренко Олег Миколайович (Блок Петра Порошенка)
- Рудьковський Микола Миколайович (самовисування)
- Авер'янов Олег В'ячеславович (Радикальна партія)
- Тютюнник Іван Васильович (самовисування)
- Хмельницький Дем'ян Раянович (самовисування)
- Якименко Віталій Володимирович (самовисування)
- Кучеренко Петро Анатолійович (самовисування)
- Дмитренко Олег Іванович (самовисування)
- Лабазов Віктор Станіславович (самовисування)
- Скварський Олег Віталійович (самовисування)
- Кравчук Сергій Володимирович (Сильна Україна)
- Костюк Ольга Іванівна (самовисування)
- Шеляпін Юрій Матвійович (Опозиційний блок)
- Середа Олександр Володимирович (самовисування)
- Іллющенко Сергій Андрійович (Ліберальна партія України)
- Антошин Вадим Леонідович (самовисування)
- Шевченко Євгеній Володимирович (Воля)

#### 2012
Кандидати-мажоритарники:
- Рудьковський Микола Миколайович (самовисування)
- Лабазов Віктор Станіславович (Батьківщина)
- Нестерук Василь Сергійович (самовисування)
- Галич Анатолій Іванович (самовисування)
- Коротя Вікторія Вікторівна (Комуністична партія України)
- Муха Володимир Анатолійович (Партія регіонів)
- Костюк Ольга Іванівна (Конгрес українських націоналістів)
- Троценко Тетяна Миколаївна (Соціалістична партія України)
- Габелев Станіслав Борисович (самовисування)
- Кудряченко Віктор Володимирович (самовисування)
- Поліщук Володимир Андрійович (самовисування)
- Ушинський Віталій Олександрович (самовисування)

## Явка
Явка виборців на окрузі: